# Juan Carlos Saavedra Lucho
Juan Carlos Saavedra Lucho (ur. 18 czerwca 1963) – peruwiański duchowny rzymskokatolicki, od 2016 mistrz generalny Zakonu Najświętszej Marii Panny Łaskawej.

## Życiorys
Święcenia kapłańskie przyjął w 1995. Urząd mistrza generalnego pełni od 10 maja 2016.